# Craig van de Kreek
Craig van de Kreek (Engels: Craig of the Creek) is een Amerikaanse animatieserie die wordt uitgezonden op Cartoon Network sinds 30 maart 2018. De serie is gemaakt door Matt Burnett en Ben Levin en draait om de 10 jaar oude Craig Williams die in Herkleston woont, een fictieve buitenwijk van Maryland, waar alle buurtkinderen zich na school verzamelen in het bos.
Dit pilot verscheen online op 1 december 2017. In Nederland en Vlaanderen wordt de reeks uitgezonden sinds 15 oktober 2018. De pilot is nooit uitgezonden in het Nederlands.
Het beginliedje werd gezongen door Jeff Rosenstock en in het Nederlands door Joey Schalker.

## Personages

### Hoofdpersonages
- Craig Williams: Hij is een 10-jarig Afro-Amerikaans jongetje dat houdt van wiskunde, op avontuur gaan en tekenen. Hij vindt het fijn om de kinderen in de kreek te helpen. Hij neemt de rol op zich als cartograaf van de kreek.
- Kelsey Bern: Zij is een 8-jarig roodharig, Joods meisje met een parkiet genaamd Mortimer. Ze is erg avontuurlijk en beschrijft haar leven met dramatische monologen in de derde persoon. Ze wordt opgevoed door een alleenstaande weduwnaar.
- John Paul ("J.P.") Mercer: Hij is als 13-jarige de oudste van het drietal. Hij is niet al te snugger en heeft moeite met verantwoordelijkheid, maar hij heeft een grote fantasie en heel zachtaardig.

### Familie Williams
- Jessica Williams: Ze is Craigs jongere zus. Ze is gedreven door routine en zegt altijd luidop wat ze gaat doen. Ze is erg slim voor haar leeftijd en heeft verstand van de beurs.
- Bernard Williams: Craigs slimme maar cynische tienerbroer. Hij kijkt neer op Craig en wil graag naar een prestigieuze universiteit.
- Duane Williams: Craigs vader die werkt als trainer.
- Nicole Williams: Craigs moeder die werkt als decaan.
- Alexis: Ze is Bernards vriendin en toont interesse in Craigs avonturen in de kreek.
- Earl Williams: Hij is Craigs opa. Van hem heeft Craig zijn zin naar avontuur geërfd.
- Jojo Williams: Zij is Craigs oma. Ze was een burgerrechtenactivist in de jaren zestig.

### Buurtkinderen
- Kit: Ze heeft een toog in de kreek waar ze aan ruilhandel doet. Ze verkoopt er onder andere snacks en frisdrank in ruil voor iets anders.
- Mark, Barry en David: Zij zijn tieners en hebben een grot in de kreek vol met strips, actiefiguren en fantasy bordspellen. Ze kleden zich met capes en hoeden en worden door de kinderen de Drie Wijzen genoemd.
- Jason: Hij zit bij de Jonge Padvinders en ziet zichzelf als een ordehandhaver. Hij lispelt en is erg vol van zichzelf.
- Tony: Hij zit ook bij de Jonge Padvinders en draagt een boek met regels die gehandhaafd moeten worden in de kreek. Hij is bijzonder klein en draagt altijd een zonnebril.
- Boris: De gespierde van de Jonge Padvinders. Hij wordt snel boos en noemt zichzelf penningmeester.
- Stacks: Ze hangt altijd rond in de bibliotheek. Ze maakt boekverslagen in ruil voor snoep. Kelsey is de enige die met haar over boeken wil praten.
- Handlebarb, Cannonball en Warpspeed: Een groepje kinderen op mountainbikes.
- Mackenzie, Melissa, Mangerine "Maney" en Marie: Een groepje kinderen die doen alsof ze paarden zijn. Marie vindt haar vriendengroep verwarrend en begrijpt de obsessie voor paarden niet.

### Nevenpersonages
- Paintball Mike en Paintball Benny: Ze zijn broers en voeren een paintball-oorlog tegen elkaar. Benny is een jaar ouder dan Mike en zit net als al zijn teamgenoten op de middelbare school.
- Tabitha en Courtney: Ze dragen gothic kleren en spelen met astrologische kaarten. Craig, Kelsey en J.P. denken dat ze heksen zijn.
- Junk Lord: Hij regeert de afvalberg en heeft moeite met dingen weggooien die hij niet meer nodig heeft.
- Yustice, Zatch en Prinda: Zij spelen ninja's en zijn geïnteresseerd in Japanse cultuur.
- Wildernessa: Ze voelt zich één met de natuur en helpt dieren in nood. Ze zit op een Tibetaanse mastiff.
- Eliza, Jane en George: Ze zijn de snobjes van de kreek. Ze organiseren chique tuinfeesten waar ze kinderen uitnodigen die het niet goed met elkaar kunnen vinden. Eliza houdt ervan om kinderen tegen elkaar op te zetten.
- Rioolkoningin: Ze leidde op een warme dag een groep kinderen naar het frisse riool en sindsdien is ze hun koningin. Ze heeft een elfde teen en voelt zich samen met haar volk niet thuis in het zwembad van Herkleston.
- Zoë: Ze heeft Kartonstad opgebouwd in de kreek. Ze was ooit bevriend met Carter Brown, maar hij raakte geobsedeerd met dingen maken uit karton en wilde niet meer spelen.

## Nederlandse stemmen
De Nederlandse versie is gemaakt door SDI Media en wordt sinds 15 oktober 2018 uitgezonden op Cartoon Network.
- Tevin Themen: Craig Williams
- Jimmy Lange: J.P.
- Dilara Horuz: Kelsey
- Gioia Parijs: Jessica Williams
- Juliann Ubbergen (t.e.m. aflevering 10) - Sedäle Hoogvliets: Bernard Williams
- Hilde de Mildt: Oma Jojo
- Sander van der Poel: Todd
- Sander van der Poel, Pim Wessels: David
- Elaine Hakkaart: Kit
- Meghna Kumar: Stacks, Zoë
- Cynthia de Graaff: Yustice
- Jary Beekhuizen: Zatch
- Boyan van der Heijden: Barry
- Anneke Beukman: Jane
- Huub Dikstaal: diversen